# 전통가치연합
전통가치연합(Traditional Values Coalition; TVC)은 미국의 보수 기독교 단체로, 미국 내의 43,000개 이상의 교회들을 대변하고 있다. 본부는 워싱턴 DC에 있다.
이 단체에서 주장하고 옹호하는 "전통가치"란 다음과 같다.
1. 생명존중(낙태 및 안락사 반대)
2. 결혼에 있어 성적 정절과 혼전 금욕
3. 동성애를 비롯한 "성적 일탈 행위" 반대
4. 포르노 반대
5. 애국주의(자유기업체제, 작은 정부, 적은 세금, 인적책임 지지)
6. "진보적" 이민개혁 반대
7. 기독교인들이 비기독교인들을 개종시킬 자유
8. 중독성 행동(도박, 약물, 알코올, 흡연 등) 반대

TVC는 남부빈곤법률센터에 의해 혐오단체로 지정되었다.

## 같이 보기
- 기독교 근본주의
- 기독교 우파